# Sindaci di Rapallo

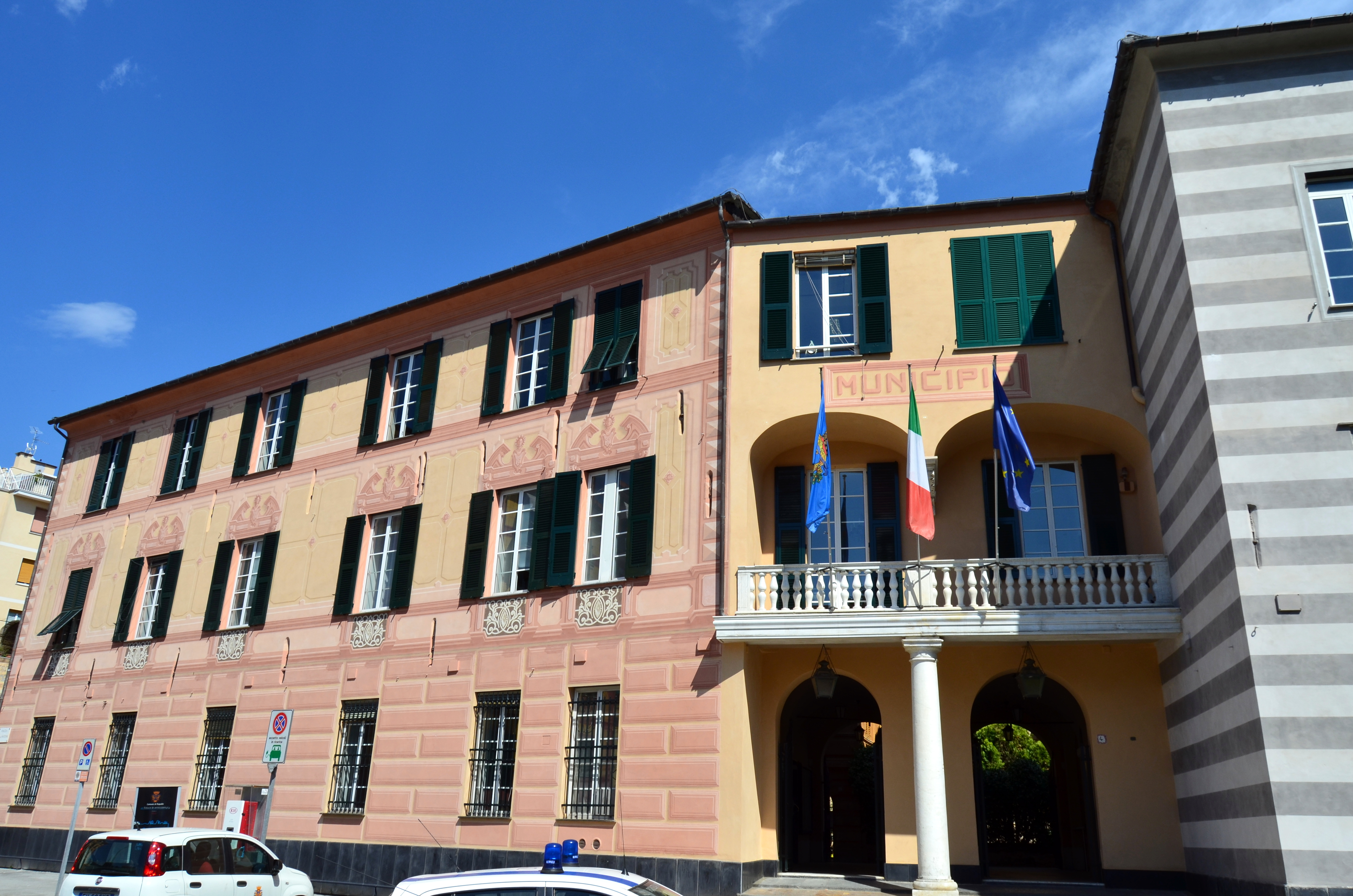
Il palazzo municipale di Rapallo

Raffigurazione dello stemma comunale

Questo elenco riporta i responsabili dell'amministrazione civica del comune di Rapallo, nella città metropolitana di Genova.
Storicamente, soprattutto al periodo risalente alla Repubblica di Genova, quindi fino al 1797, il compito di gestione del territorio era affidato a consoli, a capitani nominati dal Senato genovese e podestà scelti successivamente tra le personalità locali. Nella fase repubblicana genovese, inoltre, il controllo si estendeva ben oltre gli attuali confini comunali essendo Rapallo centro principale e capoluogo dell'omonima podesteria (1203-1608) e del successivo capitaneato (1608-1797) che avevano giurisdizione su buona parte del Tigullio Occidentale e media val Fontanabuona. Parallelamente il "libero comune di Rapallo" - citato già nel 1171 come Commvni Rapalli - instaurò con Genova un rapporto di sudditanza e di collaborazione in cambio di protezione, così come altri centri comunali e territori della Liguria.
Con l'avvento della dominazione napoleonica, che provocò la conseguente caduta dello stato genovese e la nascita della Repubblica Ligure (1797-1805), mutarono le condizioni territoriali e con le istituzioni delle prime e singole municipalità indipendenti, anche Rapallo ebbe una giurisdizione più autonoma e soprattutto del proprio territorio locale con la nomina di "presidenti della municipalità". Con il Primo Impero francese (1805-1815) la carica di "sindaco" venne denominata come maire, usando il termine della lingua francese (idioma usato per tutti i verbali e atti pubblici, come da normativa statale), per poi tornare al vocabolo originario con il Regno di Sardegna (1815-1861) e il successivo Regno d'Italia (1861-1946).
Istituita temporaneamente la figura unica del podestà durante il ventennio fascista, nel 1946 con la Repubblica Italiana la normativa prevedette per la prima volta l'elezione da parte dei cittadini del consiglio comunale, il quale a sua volta eleggeva sindaco e giunta. La Legge del 25 marzo 1993, n. 81 ha introdotto l'elezione diretta del primo cittadino da parte dei cittadini (e dei membri del consiglio comunale).

## Repubblica Ligure (1797-1805)
| Periodo | Periodo | Primo cittadino       | Partito | Carica                                    | Note |
| ------- | ------- | --------------------- | ------- | ----------------------------------------- | ---- |
| 1797    | 1798    | Gio Batta Macera      |         | Presidente provvisorio della Municipalità |      |
| 1798    | 1799    | Gio Stefano Bergonzo  |         | Presidente provvisorio della Municipalità |      |
| 1799    | 1800    | Gio Stefano Figallo   |         | Presidente della Municipalità             |      |
| 1800    | 1803    | Domenico Belviso      |         | Presidente della Municipalità             |      |
| 1803    | 1805    | Gian Stefano Bergonzi |         | Presidente della Municipalità             |      |

## Primo Impero francese (1805-1815)
| Periodo | Periodo | Primo cittadino        | Partito | Carica | Note |
| ------- | ------- | ---------------------- | ------- | ------ | ---- |
| 1805    | 1808    | Giuseppe Assereto      |         | Maire  |      |
| 1808    | 1811    | Stefano Luigi Ferretto |         | Maire  |      |
| 1811    | 1815    | Francesco Molfini      |         | Maire  |      |

## Regno di Sardegna (1815-1861)
| Periodo | Periodo | Primo cittadino         | Partito | Carica  | Note  |
| ------- | ------- | ----------------------- | ------- | ------- | ----- |
| 1815    | 1817    | Francesco Molfini       |         | Sindaco |       |
| 1817    | 1822    | Gio Andrea Agrifoglio   |         | Sindaco |       |
| 1822    | 1824    | Francesco Molfini       |         | Sindaco |       |
| 1824    | 1826    | Pietro Ferretto         |         | Sindaco |       |
| 1826    | 1830    | Ambrogio Tasso          |         | Sindaco |       |
| 1830    | 1832    | Luigi Capurro           |         | Sindaco |       |
| 1832    | 1834    | Giacomo Giudice         |         | Sindaco |       |
| 1834    | 1838    | Francesco Molfini       |         | Sindaco |       |
| 1838    | 1846    | P. Pellerano            |         | Sindaco |       |
| 1846    | 1847    | Francesco Maria Molfini |         | Sindaco | [ 2 ] |
| 1847    | 1849    | Agostino Zunino         |         | Sindaco |       |
| 1849    | 1852    | Stefano De Martini      |         | Sindaco |       |
| 1852    | 1853    | Giuseppe Fontana        |         | Sindaco |       |
| 1853    | 1854    | Giambattista Luxardo    |         | Sindaco |       |
| 1854    | 1860    | Ambrogio Tasso          |         | Sindaco |       |

## Regno d'Italia (1861-1946)

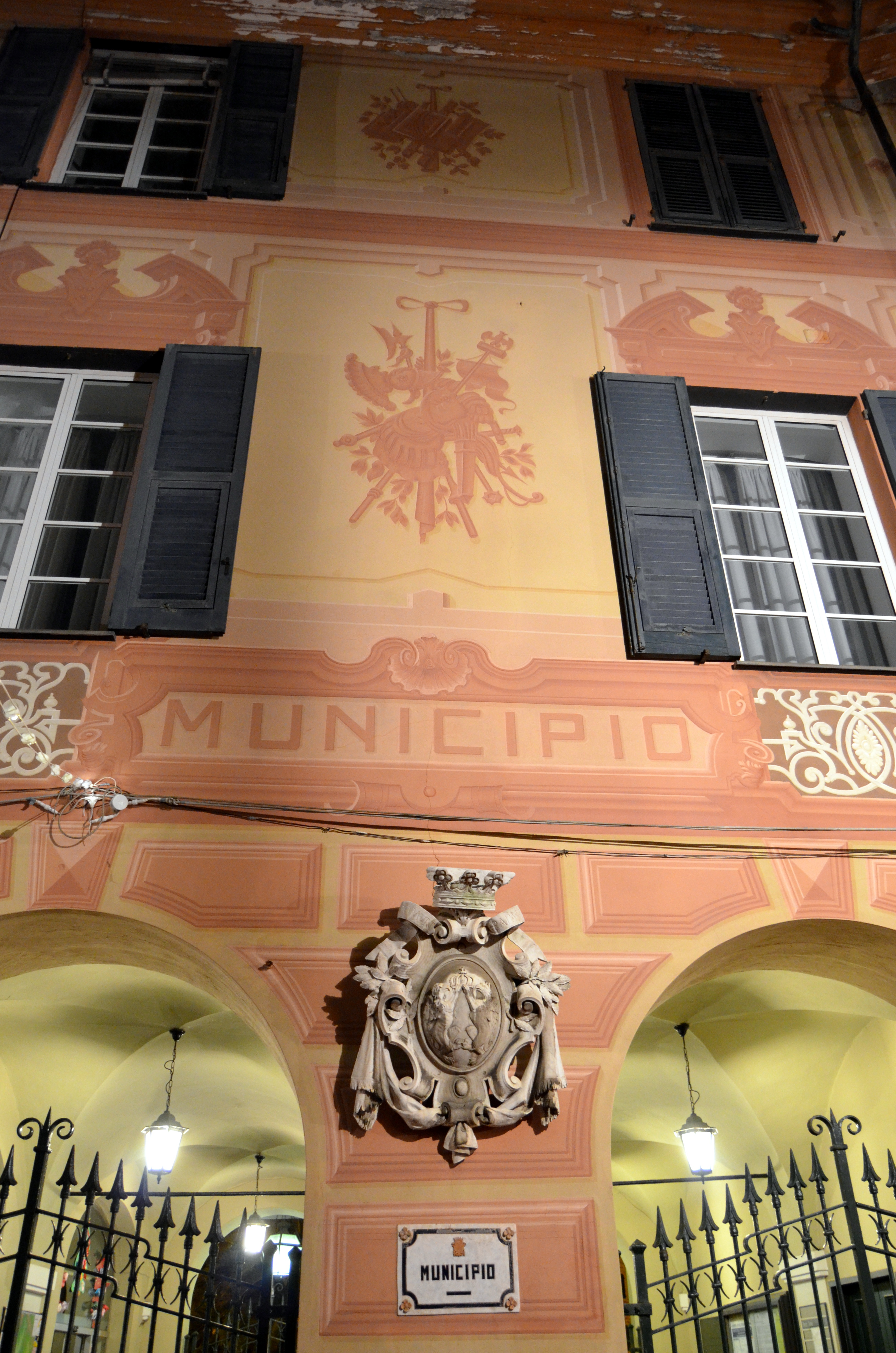
Particolare esterno del palazzo comunale

| Periodo | Periodo | Primo cittadino  | Partito | Carica                  | Note |
| ------- | ------- | ---------------- | ------- | ----------------------- | ---- |
| 1860    | 1863    | Gio Carlo Serra  |         | Sindaco                 |      |
| 1863    | 1866    | Ambrogio Molfino |         | Sindaco                 |      |
| 1866    | 1868    | Carlo Oliva      |         | Sindaco                 |      |
| 1868    | 1873    | Agostino Norero  |         | Sindaco                 |      |
| 1873    | 1877    | Paolo Bontempo   |         | Sindaco                 |      |
| 1877    | 1883    | Giovanni Vignolo |         | Sindaco                 |      |
| 1883    | 1884    | Agostino Norero  |         | Sindaco                 |      |
| 1884    | 1892    | Angelo Prandoni  |         | Sindaco                 |      |
| 1892    | 1894    | Lorenzo Ricci    |         | Sindaco                 |      |
| 1894    | 1902    | Giovanni Noce    |         | Sindaco                 |      |
| 1902    | 1905    | Giacomo Stagno   |         | Sindaco                 |      |
| 1905    | 1910    | Giacomo Massone  |         | Sindaco                 |      |
| 1910    | 1925    | Lorenzo Ricci    |         | Sindaco                 |      |
| 1925    | 1927    | Andrea Canessa   |         | Sindaco                 |      |
| 1927    | 1940    | Silvio Solari    | PNF     | Podestà                 |      |
| 1940    | 1943    | Giacomo Costa    | PNF     | Podestà                 |      |
| 1943    | 1945    |                  |         | Commissario Prefettizio |      |

## Repubblica Italiana (1946-oggi)

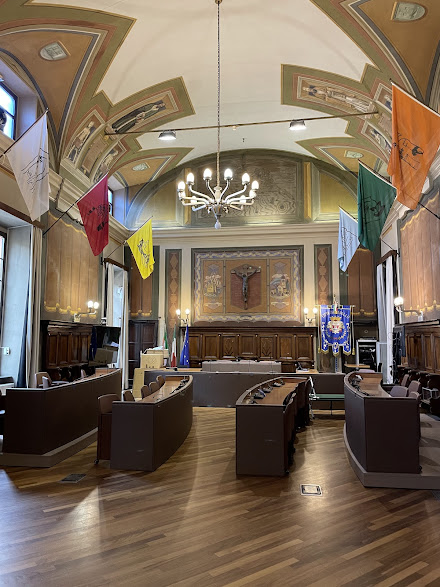
La sala Consiliare del palazzo civico

| Periodo          | Periodo          | Primo cittadino         | Partito | Carica         | Note          |
| ---------------- | ---------------- | ----------------------- | --- | -------------- | ------------- |
| 1945             | 1950             | Giovanni Maggio         | DC | Sindaco        |               |
| 1950             | 1956             | Umberto Grasso          | DC | Sindaco        |               |
| 1956             | 1970             | Rinaldo Turpini         | DC | Sindaco        |               |
| 1970             | 1975             | Maurizio Roncagliolo    | DC | Sindaco        |               |
| 1975             | 1980             | Francesco Maria Ruffini | DC | Sindaco        |               |
| 1980             | 1985             | Mauro Cordano           | DC | Sindaco        |               |
| 24 novembre 1985 | 10 agosto 1990   | Mauro Cordano           | DC | Sindaco        |               |
| 16 agosto 1990   | 8 maggio 1995    | Gian Nicola Amoretti    | DC | Sindaco        |               |
| 8 maggio 1995    | 14 maggio 1999   | Roberto Bagnasco        | FI, CCD, Il Gabbiano (Coalizione di centro-destra e di liste civiche)                                                                                | Sindaco        | [ 3 ]         |
| 14 giugno 1999   | 14 giugno 2004   | Roberto Bagnasco        | FI, Il Gabbiano (Coalizione di centro-destra e lista civica)                                                                                         | Sindaco        | [ 4 ]         |
| 17 luglio 2004   | 15 novembre 2006 | Armando Ezio Capurro    | Circolo Via della Libertà 61, Il Gabbiano, La nostra città (Coalizione di liste civiche)                                                             | Sindaco        | [ 5 ]         |
| 15 novembre 2006 | 12 giugno 2007   | Mario Spanu             | | Comm. straord. | [ 6 ]         |
| 12 giugno 2007   | 19 maggio 2012   | Mentore Campodonico     | FI, AN, UdC, Lista Biasotti, Per Rapallo Il Gabbiano (Coalizione di centro-destra e di liste civiche)                                                | Sindaco        | [ 7 ]         |
| 22 maggio 2012   | 13 gennaio 2014  | Giorgio Costa           | UdC, IdV, Circolo Via della Libertà 61, Noi con Capurro, Liguria Viva (Coalizione di centro e di liste civiche)                                      | Sindaco        | [ 8 ]         |
| 13 gennaio 2014  | 10 giugno 2014   | Gennaro Terrusi         | | Comm. straord. | [ 9 ]         |
| 10 giugno 2014   | 27 maggio 2019   | Carlo Bagnasco          | Bagnasco Sindaco, Stabilità Innovazione, Forza Rapallo, Popolari per Rapallo, Con Brigati per Rapallo (Coalizione di liste civiche di centro-destra) | Sindaco        | [ 10 ] [ 11 ] |
| 27 maggio 2019   | 24 giugno 2024   | Carlo Bagnasco          | FI, LSP, Bagnasco Sindaco, Viva Rapallo, Con Brigati per Rapallo (Coalizione di centro-destra e di liste civiche)                                    | Sindaco        | [ 12 ] [ 13 ] |
| 24 giugno 2024   | in carica        | Elisabetta Ricci        | Noi per Ricci, FI con Bagnasco, FdI (Coalizione di centro-destra e di liste civiche)                                                                 | Sindaco        | [ 14 ]        |